# Орентлихерман, Исаак Аронович
Исаак Аронович Орентлихерман (родился 1 октября 1941, Каган)  - советский и российский художник, член международного союза художников, член творческого союза России, член Международной Федерации Художников. Работы художника хранятся во многих частных коллекциях и галереях России, в Европе и в странах СНГ.

## Биография
Родился в 1941 году в г. Каган, Узбекская ССР. Советский, российский художник, мировоззрение которого сформировалось в 60-х годах XX века.

## Выставки и проекты
- 1957-61 — Художественное училище им. Азима-Заде, Баку, Азербайджанская ССР
- 1960 — Выставка молодых художников г. Баку, Азербайджанская ССР
- 1963 — Персональная выставка в ВВА им. Жуковского, Москва, СССР
- 1970 — Выставка молодых художников, г. Ашхабад, Туркменская ССР
- 1971 — Персональная выставка, г. Красноводск, Туркменская ССР
- 1999 — Персональная выставка в ЦДХ на Крымском валу «40 лет в 60х», Москва, Россия
- 2000 — Персональная выставка в галерее «А3» «Территория любви – Франция», Москва, Россия[3]
- 2001 — Выставка актуального искусства в Малом Манеже, Москва, Россия
- 2001 — «Фоком 2000», проект «Исход». Малый Манеж, Москва, Россия
- 2001 — Персональная выставка в галерее «А3» «Исход», Москва, Россия
- 2001 — «Салон независимых», Париж, Франция
- 2003 — Проект «Библейские будни», Арт Манеж, Москва, Россия
- 2004 — Персональная выставка, Галерея «А3», Москва, Россия[4]
- 2004 — Проект «Молчание тишины», Арт Манеж, Москва, Россия
- 2005 — Проект «Пространство Белого Света», Арт Манеж 2005, Москва, Россия
- 2005 — Выставки «Swiss impressions», Лейкербад, Женева, Цюрих, Швейцария
- 2006 — Проект «Реликтовое излучение» (видеализация), Арт Манеж 2006, Москва
- 2008 — Проект «Библейское reality», галерея «КИНО», Москва, Россия[5]
- 2008 — Выставка “Париж за час”, галерея «КИНО», Москва, Россия[6]
- 2008 — Выставка “130 лет Казимиру Малевичу”, Немчиновский СДК галерея “Казимир”, Москва
- 2008 — Выставка “Пересечение пространств”, ИАиХ музей, Углич, Россия[7][8]
- 2010 — Выставка “Симулякры от гламура”, галерея «КИНО», Москва, Россия

Написал более 500 полотен, И. Орентлихерман завоевал авторитет среди коллекционеров, экспертов и музейных институций, а также стал одним из самых желанных художников в частных коллекциях.
С момента создания фонда ARSIP художник провел более 30 выставок.